# 룡암역
룡암역(龍巖驛)은 조선민주주의인민공화국 평안북도 구장군에 위치한 철도역이다. 룡암선의 종착역이기도 하며,조선총독부 철도에 의해 1934년 4월 1일에 개업되었다.

## 참고 자료
- Japanese Government Railways (1937), 鉄道停車場一覧. 昭和12年10月1日現在 (The List of the Stations as of 1 October 1937), Kawaguchi Printing Company, Tokyo, p 498